# Lagarde-Paréol
Lagarde-Paréol – miejscowość i gmina we Francji, w regionie Prowansja-Alpy-Lazurowe Wybrzeże, w departamencie Vaucluse.
Według danych na rok 1990 gminę zamieszkiwało 279 osób, a gęstość zaludnienia wynosiła 30 osób/km² (wśród 963 gmin regionu Prowansja-Alpy-W. Lazurowe Lagarde-Paréol plasuje się na 577. miejscu pod względem liczby ludności, natomiast pod względem powierzchni na miejscu 715.).